# Nosodendron ritsemae
Nosodendron ritsemae är en skalbaggsart som först beskrevs av Edmund Reitter 1886.  Nosodendron ritsemae ingår i släktet Nosodendron och familjen almsavbaggar. Inga underarter finns listade i Catalogue of Life.